# Ångström
Ångström nebo angstrom (symbol Å) je jednotka délky. Hodnota jednoho angstromu je rovna 100 pm neboli 0,1 nm neboli 10−10 m. I když se nejedná o jednotku SI, často se používá při vyjadřování velikostí atomů, délek chemických vazeb nebo vlnových délek spektrálních čar.
Jednotka je pojmenována po švédském fyzikovi Andersi Jonasi Ångströmovi.